# 2013-as ABU TV-s Dalfesztivál
A 2013-as ABU TV-s Dalfesztivál volt a második ABU TV-s Dalfesztivál, melyet Vietnám fővárosában, Hanoiban rendeztek meg. A fesztiválra 2013. október 26-án került sor. A helyszín a Hanoi Operaház volt.

## A helyszín és a fesztivál

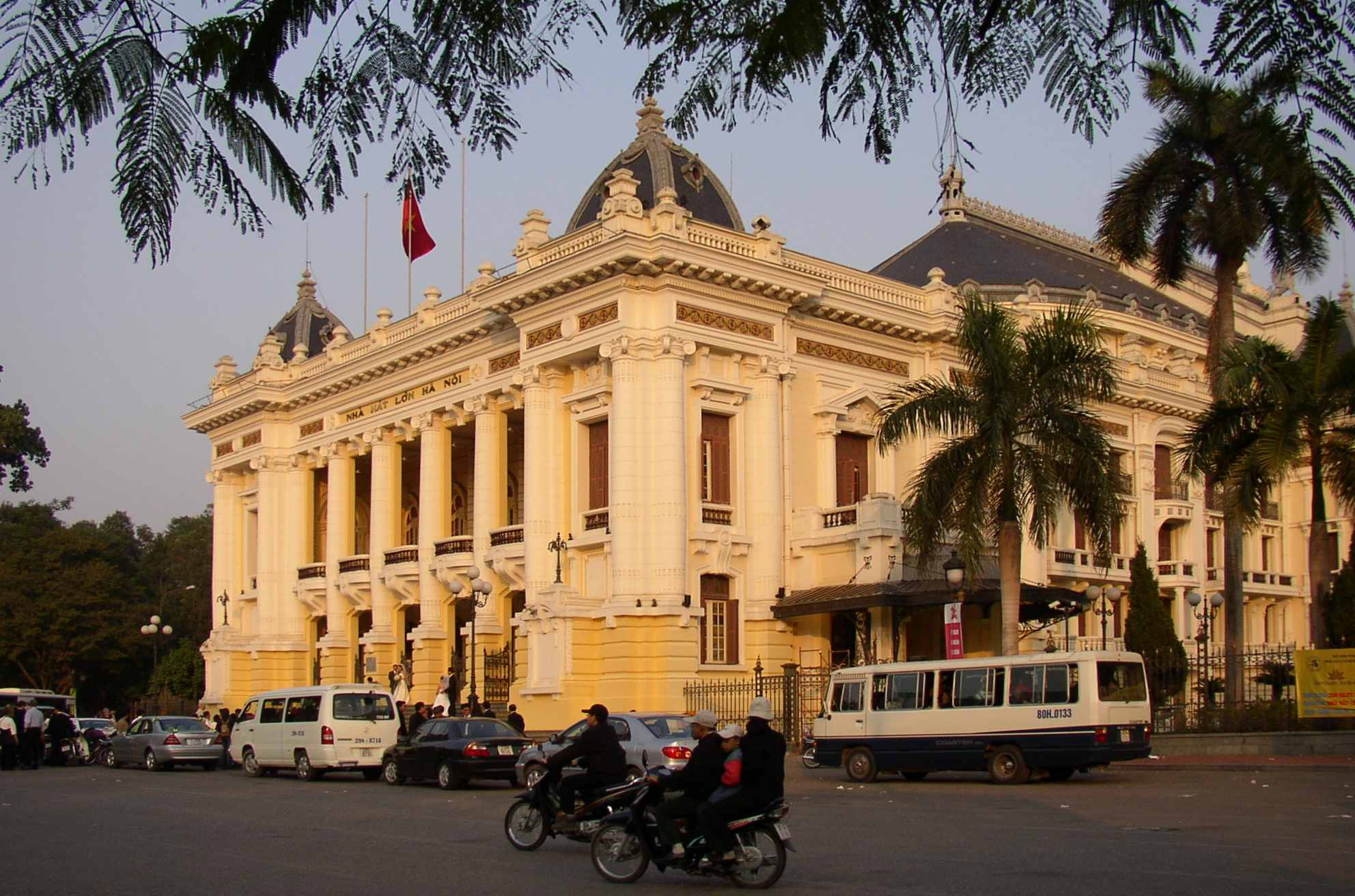
A fesztivál helyszíne, a Hanoi Operaház

A fesztivál pontos helyszíne a Vietnám fővárosában, Hanoiban található Hanoi Operaház volt, amely 598 fő befogadására alkalmas.
A Rádiós Dalfesztivállal ellentétben a TV-s dalfesztivál nem egy verseny, hanem egy gálaműsor, ahol az országok nevezett dalaikat mutatják be.

## A résztvevők
Először vett részt a dalfesztiválon Brunei, Irán, Kirgizisztán és Thaiföld, így rekordnak számító 15 ország szerepelt.
| #  | Ország       | Nyelv    | Előadó            | Dal                    | Magyar fordítás                    |
| -- | ------------ | -------- | ----------------- | ---------------------- | ---------------------------------- |
| 01 | Thaiföld     | thai     | Kandy             | Aeb saeb               | Rejtett szerelem, rejtett vidámság |
| 02 | Brunei       | maláj    | Queez Idrus       | Salahkah aku           | Én vagyok a hibás?                 |
| 03 | Hongkong     | mandarin | Mag Lam           | Shi jian               | Idő                                |
| 04 | Indonézia    | indonéz  | Putri és Shella   | Mimpiku                | Az álmom                           |
| 05 | Vietnám      | vietnámi | Văn Mai Hương     | Là em đó               | Ez én vagyok                       |
| 06 | Ausztrália   | angol    | Justice Crew      | Boom Boom              | Bumm-bumm                          |
| 06 | Ausztrália   | angol    | Justice Crew      | Best Night             | A legjobb éjszaka                  |
| 07 | Malajzia     | maláj    | Alyah             | Kisah hati             | Egy szív története                 |
| 08 | Irán         | perzsa   | Mohsen Mirzadeh   | Arman                  | Kívánság                           |
| 09 | Kirgizisztán | kirgiz   | Tola Turszunaliev | Enekeme                | A szerelem ereje                   |
| 10 | Japán        | japán    | May’n             | ViViD                  | —                                  |
| 11 | Srí Lanka    | angol    | Sarith és Surith  | Together Forever       | Együtt, örökké                     |
| 12 | Szingapúr    | tamil    | Shabir            | Maybe                  | Talán                              |
| 13 | Afganisztán  | pastu    | Shahzad Adeel     | Ma ba tu’em            | Veled vagyunk                      |
| 14 | Kína         | mandarin | Splendid7         | Ài ràng wǒmen zài yīqǐ | A szerelem együtt tart minket      |
| 15 | Dél-Korea    | koreai   | Sistar            | Give It to Me          | Add nekem                          |

## Térkép

Részt vevő országok

## Közvetítés
A dalfesztivált a következő műsorsugárzók közvetítették:
| - Afganisztán – Radio Television Afghanistan (RTA) - Ausztrália – SBS Two (2013. november 9.) - Brunei – Radio Televisyen Brunei (RTB) - Dél-Korea – Korean Broadcasting System (KBS) - Hongkong – Television Broadcasts Limited (TVB) - Indonézia – Televisi Republik Indonesia (TVRI) | - Irán – Islamic Republic of Iran Broadcasting (IRIB) - Japán – Japan Broadcasting Corporation (NHK) - Kína – China Central Television (CCTV) - Kirgizisztán — Kyrgyz Television (KTRK) - Malajzia – Radio Televisyen Malaysia (RTM) | - Srí Lanka – MTV Channel (MTV) - Szingapúr – MediaCorp Suria - Thaiföld – Thai Public Broadcasting Service (TPBS) - Vietnám (rendező) – Vietnam Television (VTV) (2013. október 26., élőben) |